# تقرير ريغل

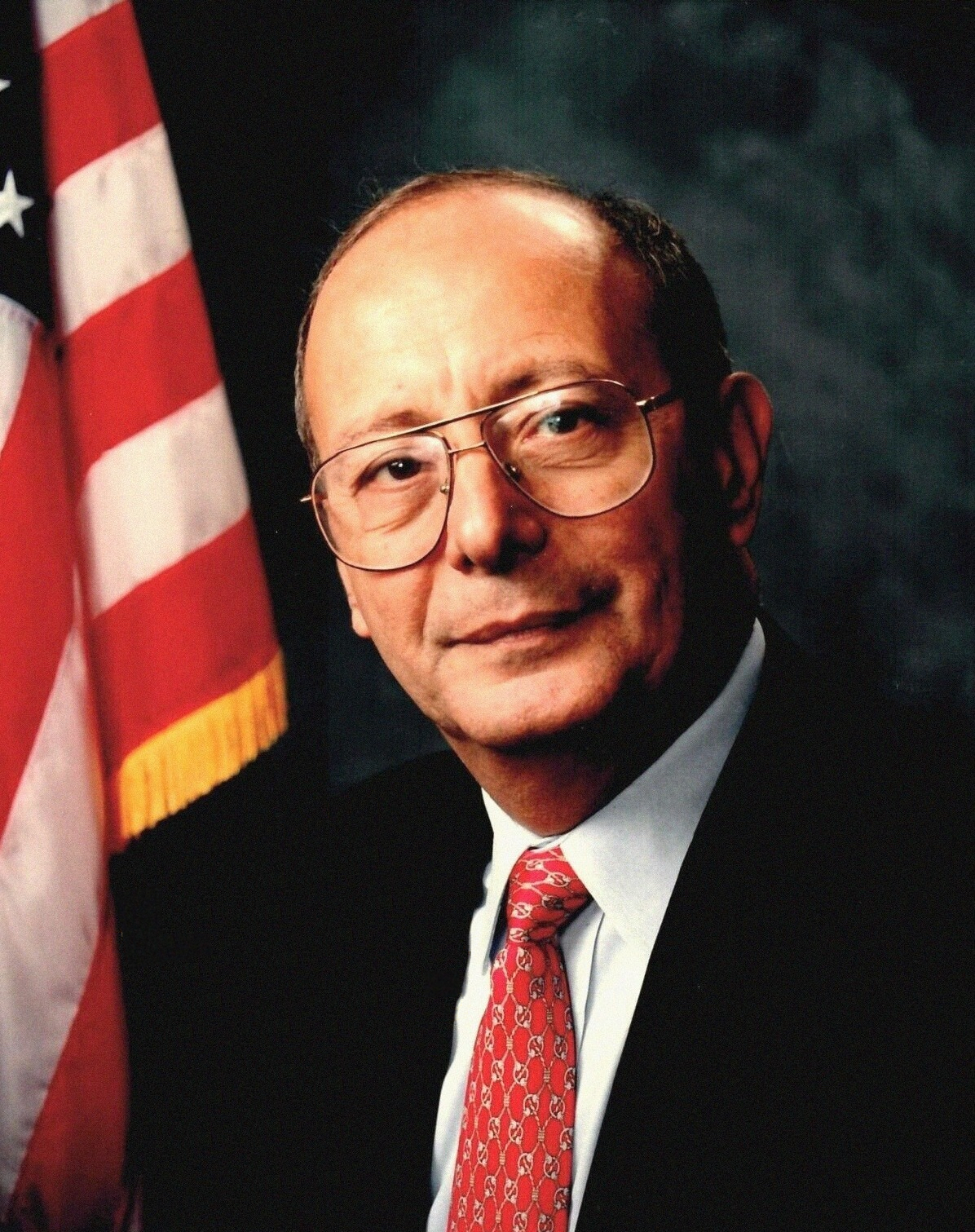
آل داماتو.

تقرير ريغل الذي يحمل عنوان «صادرات الولايات المتحدة الكيميائية والكيميائية ذات الصلة بالحرب البيولوجية إلى العراق وأثرها المحتمل على الآثار الصحية لحرب الخليج» أوجز شهادة أمام لجنة مجلس الشيوخ الأمريكي المعنية بالبنوك والإسكان والشؤون الحضرية مع الاحترام إلى إدارة التصدير. خلص تقرير رئيس اللجنة ريغل وأحد أعضاء الأقلية آل داماتو في 25 مايو 1994 إلى أن هناك أدلة هامة على أن «قوات التحالف تعرضت لعناصر كيميائية مختلطة نتيجة لتفجيرات التحالف النووي العراقي والكيميائي وأن التداعيات الناجمة عن هذه التفجيرات يمكن أن تساهم في المشاكل الصحية التي يعاني منها المحاربون القدامى في حرب الخليج» في أعقاب حرب الخليج الثانية (1990-1991). يشير التقرير أيضا إلى أن وزارة التجارة الأمريكية فضلا عن مجموعة النوع الثقافي الأمريكي في شحن عينات البحوث البيولوجية إلى العراق:
كما دعا عضو مجلس الشيوخ ريغل في سجل الكونغرس لوزارة الدفاع الأمريكية لمواصلة التحقيق في الأسباب المحتملة لمرض حرب الخليج وتوفير الرعاية اللازمة لقدامى المحاربين في حرب الخليج وأسرهم: